# Zurgena (kommunhuvudort)
Zurgena är en kommunhuvudort i Spanien.   Den ligger i provinsen Provincia de Almería och regionen Andalusien, i den sydöstra delen av landet, 400 km söder om huvudstaden Madrid. Zurgena ligger 244 meter över havet och antalet invånare är 2 317.
Terrängen runt Zurgena är kuperad åt sydväst, men åt nordost är den platt. Zurgena ligger nere i en dal. Runt Zurgena är det ganska glesbefolkat, med 30 invånare per kvadratkilometer. Närmaste större samhälle är Huércal-Overa, 9,8 km nordost om Zurgena. Omgivningarna runt Zurgena är i huvudsak ett öppet busklandskap.